# Spinogramma ruficollis
Spinogramma ruficollis är en skalbaggsart som beskrevs av Stefan von Breuning 1959. Spinogramma ruficollis ingår i släktet Spinogramma och familjen långhorningar. Inga underarter finns listade i Catalogue of Life.